# شهرستان ملئوزوفسکی
شهرستان ملئوزوفسکی (به لاتین: Meleuzovsky District) یک شهرستان در روسیه است که در باشقیرستان واقع شده‌است.